# Daniil Kvjat
Daniil Vjatsjeslavovitsj Kvjat (Russisch: Дании́л Вячесла́вович Квят, uitspr.: /dənʲɪˈil kvʲat/; Oefa, Basjkirostan, 26 april 1994) is een Russisch autocoureur. Hij reed onder andere in de Formule 1, waar hij uitkwam voor AlphaTauri en Red Bull Racing.

## Carrière

### Formule BMW
Tot 2009 deed Kvjat aan karting, waarna hij in 2010 zijn carrière in het formuleracing begon in de Formule BMW Pacific voor het team EuroInternational. Later dat jaar werd hij lid van het Red Bull Junior Team en maakte zijn debuut in de Europese Formule BMW voor EuroInternational. Hij eindigde als tiende in dit kampioenschap met als beste resultaat een tiende plaats op Monza.

### Toyota Racing Series
Kvjat nam deel aan de Toyota Racing Series in 2011 voor het team Victory Motor Racing, waar hij als vijfde in het kampioenschap eindigde met één overwinning op Manfield en vijf andere podiumplaatsen.

### Formule Renault
Na twee races in de Eurocup Formule Renault 2.0 voor het team Koiranen Bros. Motorsport in 2010 ging Kvjat voor dit team rijden in de Eurocup en de Formule Renault 2.0 NEC, samen met zijn Red Bull Junior Team-teamgenoot Carlos Sainz jr. Kvjat eindigde als tweede in het kampioenschap achter Sainz in de NEC met 7 overwinningen. In de Eurocup eindigde hij als derde achter Robin Frijns en Sainz met twee overwinningen.
In 2012 reed Kvjat nog steeds in de Formule Renault, maar nu in de Formule Renault 2.0 Alps en in de Eurocup, nog steeds voor het team Koiranen. In de Eurocup eindigde hij als tweede achter Stoffel Vandoorne met 7 overwinningen. Ook in de Alps behaalde hij 7 overwinningen, hier werd hij kampioen.

### GP3
Eind 2012 werd bekend dat Kvjat in 2013 in de GP3 Series ging racen voor het team van MW Arden. Hij werd hier opnieuw teamgenoot van Sainz en ook van Robert Vișoiu. Na een redelijke start van het seizoen behaalde hij op de Hungaroring zijn eerste podiumplaats en op Spa-Francorchamps zijn eerste overwinning, waar hij op het Autodromo Nazionale Monza een tweede overwinning aan toevoegde en op het Yas Marina Circuit een derde. Met deze laatste overwinning haalde hij Facu Regalia in en behaalde hij het kampioenschap.

### Formule 3
In 2013 stapte Kvjat ook vanaf het derde raceweekend in voor Carlin in het Europees Formule 3-kampioenschap als gastrijder, waardoor hij niet puntengerechtigd was. Desondanks behaalde hij vijf polepositions en zeven podiumplaatsen, waaronder een overwinning op het Circuit Park Zandvoort.

### Formule 1

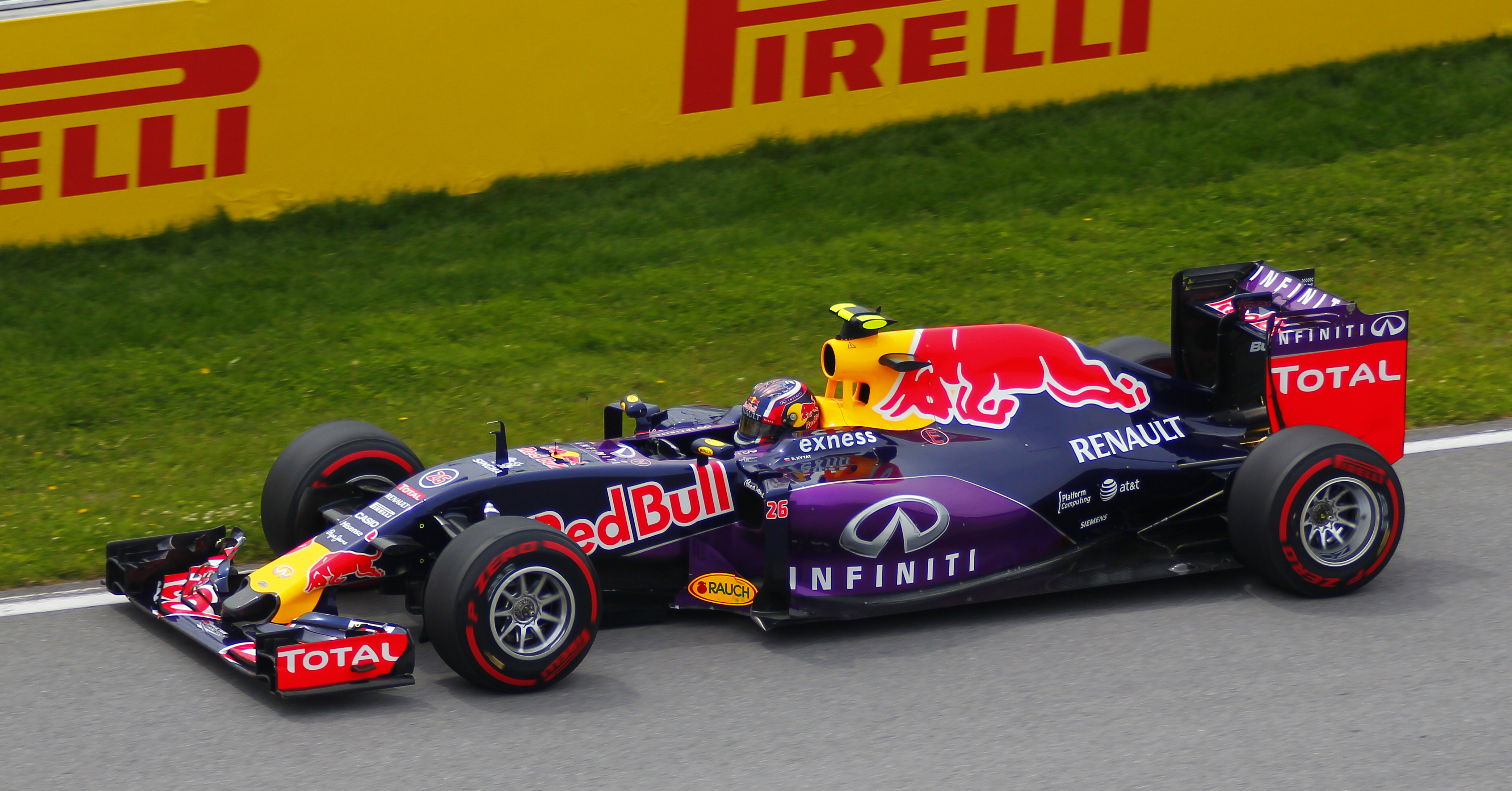
Kvjat in zijn Red Bull.

Op 21 oktober 2013 werd bekend dat Kvjat in 2014 in de Formule 1 ging rijden voor Scuderia Toro Rosso naast Jean-Éric Vergne. Hij volgde hiermee Daniel Ricciardo op, die naar Red Bull Racing vertrok. Hij was na Vitali Petrov de tweede Rus die in de Formule 1 reed. In de laatste twee races van 2013 op het Circuit of the Americas en het Autódromo José Carlos Pace mocht hij als voorbereiding hierop de eerste vrijdagtraining rijden als vervanger van respectievelijk Jean-Éric Vergne en Ricciardo.
In zijn eerste Grand Prix op het Albert Park Street Circuit eindigde Kvjat oorspronkelijk als tiende, waardoor hij zijn eerste Formule 1-punt behaalde. Hij verbrak hiermee het record van jongste coureur ooit die een punt scoorde, aangezien hij 25 dagen jonger was dan Sebastian Vettel op het moment dat Vettel het record neerzette. Door een diskwalificatie van Daniel Ricciardo schoof Kvjat achteraf ook nog door naar de negende positie, goed voor twee punten. Ook in zijn tweede race op het Sepang International Circuit behaalde hij met een tiende plaats één punt. Gedurende het seizoen behaalde hij nog driemaal punten, waarna tijdens de Grand Prix van Japan bekend werd dat hij in 2015 Vettel zou vervangen bij het zusterteam Red Bull Racing.
Na een moeilijke start van het seizoen 2015 behaalde Kvjat na een vierde plaats in Monaco zijn eerste podiumplaats in Hongarije met een tweede plaats achter Vettel, die hij in handen kreeg nadat teamgenoot Ricciardo in aanraking kwam met Mercedes-coureur Nico Rosberg, waardoor zij allebei een pitstop moesten maken. Uiteindelijk eindigde hij als zevende in het klassement, waarbij hij Ricciardo met drie punten verschil wist te verslaan.
In 2016 kende Kvjat opnieuw een moeilijke start van het seizoen, maar behaalde hij tijdens de derde Grand Prix in China zijn tweede podiumplaats in de Formule 1. Dit ging echter niet probleemloos, aangezien Vettel hem beschuldigde van een startcrash. Kvjat zou Vettel te weinig ruimte hebben gegeven in de eerste bocht, waardoor Vettel tegen zijn teamgenoot Kimi Räikkönen botste. Hierbij kreeg Kvyat de bijnaam ''Torpedo'' In de volgende race op 1 mei in Rusland kwamen de twee coureurs elkaar weer tegen op de baan, waarbij Kvjat in de openingsronde tot tweemaal toe tegen Vettel botste, waarbij de tweede crash de race van Vettel beëindigde. Vier dagen later werd Kvjat per direct vervangen door Max Verstappen en werd Kvjat teruggezet naar Toro Rosso. Als reden werd gegeven dat Kvjat de druk niet aankon. Sindsdien scoorde hij slechts vier punten met twee tiende plaatsen in Spanje en Groot-Brittannië en een negende positie in Singapore, waarmee hij veertiende werd in het kampioenschap met 25 punten.
In oktober 2016 maakte het Scuderia Toro Rosso-team bekend dat Kvjat een verlenging van zijn contract van een jaar had gekregen. Hij kende een moeilijk seizoen, waarbij hij enkel tijdens de Grands Prix in Australië en Spanje punten scoorde met twee negende plaatsen. Voorafgaand aan de Grand Prix van Maleisië maakte Toro Rosso bekend dat Kvjat tijdens de "komende Grands Prix" wordt vervangen door Red Bull Junior Team-lid Pierre Gasly. Vanaf de Grand Prix van de Verenigde Staten keerde hij terug bij het team om Carlos Sainz jr. te vervangen, die op zijn beurt vertrok naar het team Renault om Jolyon Palmer te vervangen. Deze comeback was echter van korte duur, aangezien hij voor de daaropvolgende Grand Prix in Mexico weer werd vervangen door Brendon Hartley. Op 25 oktober werd bekendgemaakt dat Kvjat definitief bij Toro Rosso ontslagen was.
Na zijn gedwongen vertrek uit Toro Rosso en het Red Bull-programma, werd op 10 januari 2018 bekend dat Kvjat in 2018 aan de slag gaat als ontwikkelingscoureur bij het team van Ferrari. In 2019 keert hij echter weer terug bij Toro Rosso als vervanger van de naar Red Bull Racing vertrokken Pierre Gasly. Tijdens de Grand Prix van Duitsland stond hij op het podium met een derde plaats.

## Privé
Kvjat had een relatie met Kelly Piquet, dochter van Nelson Piquet. Zij kregen in 2019 een dochter, maar gingen datzelfde jaar uit elkaar. Kelly Piquet kreeg later een relatie met Max Verstappen, de coureur aan wie Kvjat in 2016 zijn plek bij Red Bull Racing moest afstaan.

## Formule 1-carrière
| Jaar/Jaren          | Team                     |
| ------------------- | ------------------------ |
| 2013                | Toro Rosso (testcoureur) |
| 2014                | Toro Rosso               |
| 2015 t/m 2016       | Red Bull                 |
| 2016 t/m 2017, 2019 | Toro Rosso               |
| 2020                | AlphaTauri               |

|                       | 2014 | 2015 | 2016 | 2017 | 2019 | 2020 | Totaal |
| --------------------- | ---- | ---- | ---- | ---- | ---- | ---- | ------ |
| Aantal races          | 19   | 19   | 21   | 15   | 21   | 17   | 112    |
| Aantal zeges          | 0    | 0    | 0    | 0    | 0    | 0    | 0      |
| Aantal pole-positions | 0    | 0    | 0    | 0    | 0    | 0    | 0      |
| Aantal snelste ronden | 0    | 0    | 1    | 0    | 0    | 0    | 1      |
| Aantal podiumplaatsen | 0    | 1    | 1    | 0    | 1    | 0    | 3      |
| Aantal WK-punten      | 8    | 95   | 25   | 5    | 37   | 32   | 202    |
| Eindstand WK          | 15   | 7    | 14   | 19   | 13   | 14   |        |

### Formule 1-resultaten
| Kleur  | Resultaat                       |
| ------ | ------------------------------- |
| Goud   | Winnaar                         |
| Zilver | Tweede plaats                   |
| Brons  | Derde plaats                    |
| Groen  | Gefinisht (punten behaald)      |
| Blauw  | Gefinisht (geen punten behaald) |
| Blauw  | Niet geklasseerd (NC)           |
| Paars  | Uitgevallen (DNF)               |
| Rood   | Niet gekwalificeerd (DNQ)       |

| Kleur  | Resultaat                              |
| ------ | -------------------------------------- |
| Zwart  | Gediskwalificeerd (DSQ)                |
| Wit    | Niet gestart (DNS)                     |
| Blanco | Gewond (INJ)                           |
| Blanco | Uitgesloten (EX)                       |
| Blanco | Teruggetrokken (WD) / Niet deelgenomen |
| P      | Poleposition                           |
| S      | Snelste ronde                          |

| Seizoen | Inschrijving              | Chassis          | Motor                     | 1       | 2       | 3       | 4       | 5       | 6       | 7       | 8       | 9       | 10      | 11     | 12     | 13     | 14      | 15     | 16      | 17     | 18     | 19      | 20     | 21      | Pos | Punten |
| ------- | ------------------------- | ---------------- | ------------------------- | ------- | ------- | ------- | ------- | ------- | ------- | ------- | ------- | ------- | ------- | ------ | ------ | ------ | ------- | ------ | ------- | ------ | ------ | ------- | ------ | ------- | --- | ------ |
| 2013    | Scuderia Toro Rosso       | Toro Rosso STR8  | Ferrari 056 2.4 V8        | AUS 0   | MAL 0   | CHN 0   | BHR 0   | SPA 0   | MON 0   | CAN 0   | GBR 0   | DUI 0   | HON 0   | BEL 0  | ITA 0  | SIN 0  | KOR 0   | JPN 0  | IND 0   | ABU 0  | VST TC | BRA TC  |        |         | -   | -      |
| 2014    | Scuderia Toro Rosso       | Toro Rosso STR9  | Renault Energy F1-2014 V6 | AUS 9   | MAL 10  | BHR 11  | CHN 10  | SPA 14  | MON DNF | CAN DNF | OOS DNF | GBR 9   | DUI DNF | HON 14 | BEL 9  | ITA 11 | SIN 14  | JPN 11 | RUS 14  | VST 15 | BRA 11 | ABU DNF |        |         | 15  | 8      |
| 2015    | Infiniti Red Bull Racing  | Red Bull RB11    | Renault Energy F1-2015 V6 | AUS DNS | MAL 9   | CHN DNF | BHR 9   | SPA 10  | MON 4   | CAN 9   | OOS 12  | GBR 6   | HON 2   | BEL 4  | ITA 10 | SIN 6  | JPN 13  | RUS 5  | VST DNF | MEX 4  | BRA 7  | ABU 10  |        |         | 7   | 95     |
| 2016    | Red Bull Racing           | Red Bull RB12    | TAG Heuer F1-2016 V6      | AUS DNS | BHR 7   | CHN 3   | RUS 15  |         |         |         |         |         |         |        |        |        |         |        |         |        |        |         |        |         | 14  | 25     |
| 2016    | Scuderia Toro Rosso       | Toro Rosso STR11 | Ferrari 060 V6            |         |         |         |         | SPA 10S | MON DNF | CAN 12  | EUR DNF | OOS DNF | GBR 10  | HON 16 | DUI 15 | BEL 14 | ITA DNF | SIN 9  | MAL 14  | JPN 13 | VST 11 | MEX 18  | BRA 13 | ABU DNF | 14  | 25     |
| 2017    | Scuderia Toro Rosso       | Toro Rosso STR12 | Renault R.E.17 V6         | AUS 9   | CHN DNF | BHR 12  | RUS 12  | SPA 9   | MON 14  | CAN DNF | AZE DNF | OOS 16  | GBR 15  | HON 11 | BEL 12 | ITA 12 | SIN DNF | MAL 0  | JPN 0   | VST 10 | MEX 0  | BRA 0   | ABU 0  |         | 19  | 5      |
| 2019    | Red Bull Toro Rosso Honda | Toro Rosso STR14 | Honda RA619H V6           | AUS 10  | BHR 12  | CHN DNF | AZE DNF | SPA 9   | MON 7   | CAN 10  | FRA 14  | OOS 17  | GBR 9   | DUI 3  | HON 15 | BEL 7  | ITA DNF | SIN 15 | RUS 12  | JPN 10 | MEX 11 | VST 12  | BRA 10 | ABU 9   | 13  | 37     |
| 2020    | Red Bull AlphaTauri Honda | AlphaTauri AT01  | Honda RA620H V6           | OOS 12† | STI 10  | HON 12  | GBR DNF | 70J 10  | SPA 12  | BEL 11  | ITA 9   | TOS 7   | RUS 8   | EIF 15 | POR 19 | EMI 4  | TUR 12  | BHR 11 | SAK 7   | ABU 11 |        |         |        |         | 14  | 32     |
| Seizoen | Inschrijving              | Chassis          | Motor                     | 1       | 2       | 3       | 4       | 5       | 6       | 7       | 8       | 9       | 10      | 11     | 12     | 13     | 14      | 15     | 16      | 17     | 18     | 19      | 20     | 21      | Pos | Punten |